# Amance (Haute-Saône)
Amance ist eine französische Gemeinde im Département Haute-Saône in der Region Bourgogne-Franche-Comté und zum Kanton Port-sur-Saône im Arrondissement Vesoul.

## Geographie
Amance liegt auf einer Höhe von 220 m über dem Meeresspiegel, fünf Kilometer nordwestlich von Faverney und etwa 20 Kilometer nordnordwestlich der Stadt Vesoul (Luftlinie). Das Dorf erstreckt sich im nördlichen Teil des Departements, in der Talniederung der Superbe beidseits des Flusses, östlich des Saônetals.
Die Fläche des 17,54 km² großen Gemeindegebiets umfasst einen Abschnitt in der leicht gewellten Landschaft östlich des oberen Saônetals. Von Norden nach Süden wird das Gebiet von der Alluvialniederung der Superbe durchquert, die für die Entwässerung zur Saône sorgt. Die Talebene liegt durchschnittlich auf 220 m und weist eine Breite von ungefähr einem Kilometer auf. Auf dem Gebiet von Amance nimmt die Superbe von Osten her die Rivière Vieille auf.
Flankiert wird die Niederung auf beiden Seiten von Hochflächen, die auf rund 260 m liegen. Auf dem Plateau am Rand der Höhe von Saint-Rémy ganz im Nordosten wird mit 287 m die höchste Erhebung von Amance erreicht. Landwirtschaftliche Nutzung herrscht in den Talniederungen vor. Auf den Plateaus gibt es ein lockeres Gefüge von Acker- und Wiesland sowie Wald. Größere Waldflächen befinden sich an den Gemeindegrenzen. Die südliche Abgrenzung verläuft in den ausgedehnten Waldungen des Bois de la Raie und des Bois des Balières. Mit einem schmalen Zipfel erstreckt sich das Gemeindeareal nach Südwesten bis in die Niederung der Saône. In geologisch-tektonischer Hinsicht besteht das Gelände aus einer Wechsellagerung von sandig-mergeligen und kalkigen Sedimenten, die zur Hauptsache während der Lias (Unterjura) abgelagert wurden.
Zu Amance gehören neben dem eigentlichen Ort folgende Siedlungen:
- Le Magny (225 m) westlich der Superbe
- Beauregard (217 m) in der Saôneniederung am Westrand des Bois des Balières
- der nördliche Teil von Port-d'Atelier-Amance (217 m) in der Saôneniederung am Westrand des Bois des Balières

Nachbargemeinden von Amance sind Contréglise und Senoncourt im Norden, Menoux im Osten, Faverney im Süden sowie Baulay und Buffignécourt im Westen.

## Geschichte
Überreste eines römischen Wachtturms im Bois du Châtelard weisen auf eine sehr frühe Besiedlung des Ortes hin. Erstmals urkundlich erwähnt wird Amance im 12. Jahrhundert. Zu dieser Zeit bestand die Siedlung aus den drei Ortschaften Le Magny, L'Aître und Le Mont Sainte-Marie. Im Mittelalter gehörte das Dorf zur Freigrafschaft Burgund und darin zum Gebiet des Bailliage d’Amont. Es bildete den Mittelpunkt eines Lehens, das der Freigrafschaft unterstand. Auch das Kloster Faverney hatte Grundbesitz und Rechte im Ort. Im 16. Jahrhundert gehörte die Herrschaft der Familie Rye, welche die Einführung der Reformation begünstigte und die Bruderschaft der Heiligen Barbara begründete. Zusammen mit der Franche-Comté gelangte Amance mit dem Frieden von Nimwegen 1678 definitiv an Frankreich. Heute ist Amance Mitglied des Gemeindeverbandes Terres de Saône.

## Bevölkerung
| Jahr                       | 1962 | 1968 | 1975 | 1982 | 1990 | 1999 | 2006 | 2018 |
| -------------------------- | ---- | ---- | ---- | ---- | ---- | ---- | ---- | ---- |
| Einwohner                  | 783  | 768  | 728  | 730  | 755  | 754  | 697  | 663  |
| Quellen: Cassini und INSEE |      |      |      |      |      |      |      |      |

Mit 668 Einwohnern (1. Januar 2022) gehört Amance zu den mittelgroßen Gemeinden des Départements Haute-Saône. Nachdem die Einwohnerzahl in der ersten Hälfte des 20. Jahrhunderts stets im Bereich zwischen 770 und 830 Personen gelegen hatte, wurde seit Beginn der 1960er Jahre insgesamt ein leichter Bevölkerungsrückgang verzeichnet.

## Sehenswürdigkeiten
Die Kirche Saint-Laurent wurde im 18. Jahrhundert erbaut. Sie besitzt eine wertvolle Ausstattung aus dieser Zeit, darunter die reich skulptierte Kanzel und der Altar, Täfelungen sowie Priestergewänder aus dem 17. Jahrhundert. Ebenfalls aus dem 18. Jahrhundert stammt die Kapelle Sainte-Barbe.

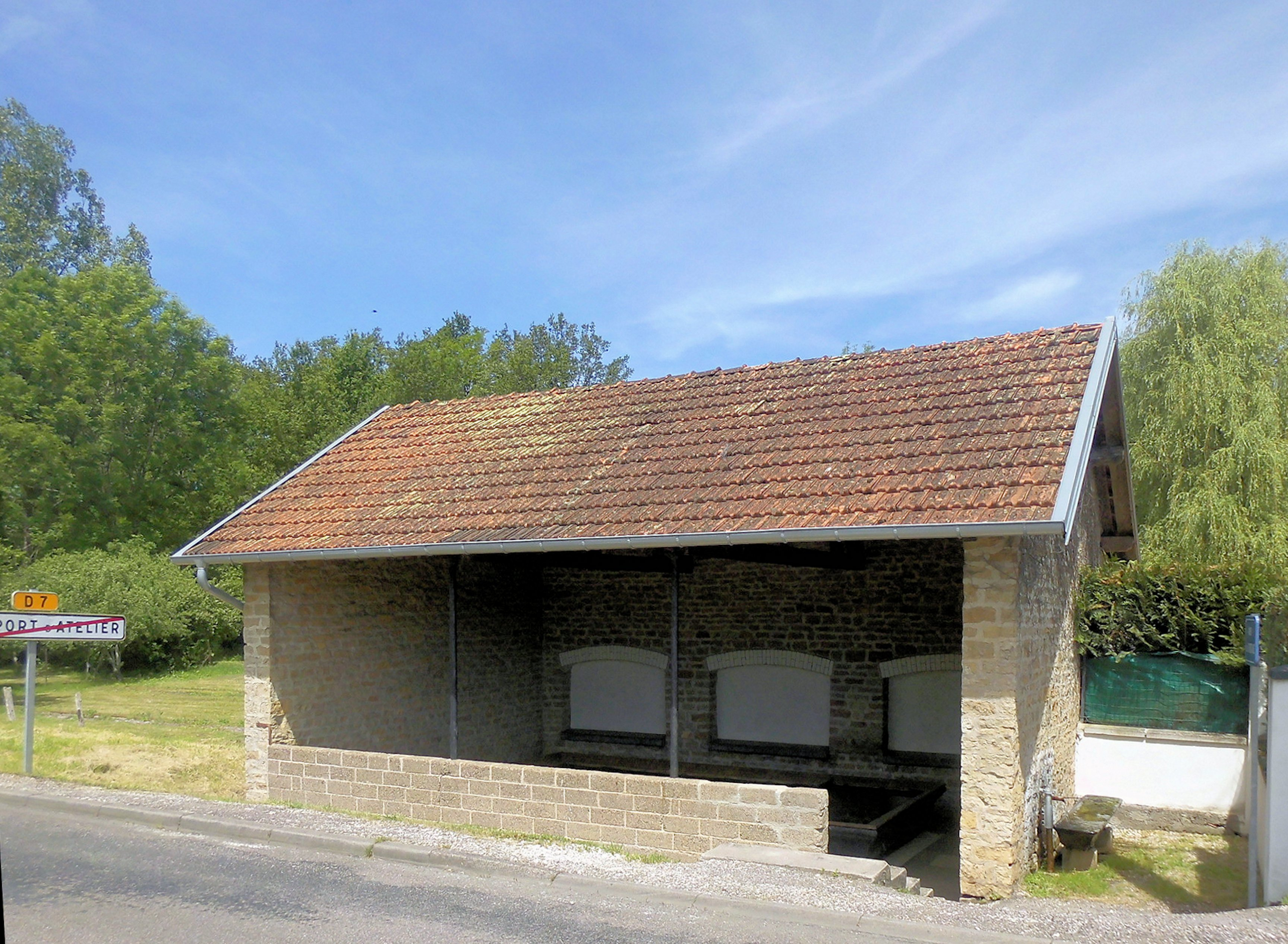
Waschhaus im Ortsteil Port d’Atelier

Der Ortskern ist durch ein mehrere Häuser im Renaissancestil geprägt, darunter das Maison Bûcheron mit Türmchen. Ein weiteres wichtiges Bauwerk ist die Mairie-Justice (Gemeindeverwaltung und Gericht). Von der ehemaligen Befestigung zeugt ein großer quadratischer Turm. Sehenswert ist auch das überdachte Lavoir aus dem 19. Jahrhundert, das einst als Waschhaus und Viehtränke diente.

## Wirtschaft und Infrastruktur
Amance war lange Zeit ein vorwiegend durch die Landwirtschaft (Ackerbau, Weinbau und Viehzucht) und die Forstwirtschaft geprägtes Dorf. Heute gibt es verschiedene Betriebe des lokalen Kleingewerbes, vor allem in den Branchen Feinmechanik, Holzverarbeitung und Bauwesen. In den letzten Jahrzehnten hat sich das Dorf zu einer Wohngemeinde gewandelt. Viele Erwerbstätige sind deshalb Wegpendler, die in den größeren Ortschaften der Umgebung ihrer Arbeit nachgehen.
Die Ortschaft liegt abseits der größeren Durchgangsachsen an einer Departementsstraße, die von Faverney nach Vauvillers führt. Weitere Straßenverbindungen bestehen mit Baulay, Corre und Saint-Rémy.